# Gordius paranensis
Gordius paranensis är en djurart som tillhör fylumet tagelmaskar, och som beskrevs av Lorenzo Camerano 1892. Gordius paranensis ingår i släktet Gordius, och familjen Gordiidae. Inga underarter finns listade i Catalogue of Life.